# Tony Barnette
Pour les articles homonymes, voir Barnette.
Pour le joueur de basket-ball, voir Tony Barnett.
Anthony Lee Barnette (né le 9 novembre 1983 à Anchorage, Alaska, États-Unis) est un lanceur droitier de baseball.
Il joue depuis 2016 avec les Rangers du Texas de la Ligue majeure de baseball après avoir joué de 2010 à 2015 au Japon pour les Yakult Swallows de Tokyo de la Ligue centrale.

## Carrière

### Débuts
Joueur des Sun Devils de l'université d'État de l'Arizona, Tony Barnette est réclamé par les Diamondbacks de l'Arizona au 10e tour de sélection du repêchage amateur de la Ligue majeure de baseball en 2006. De 2006 à 2009, il évolue en ligues mineures avec des clubs affiliés aux Diamondbacks.

### Japon

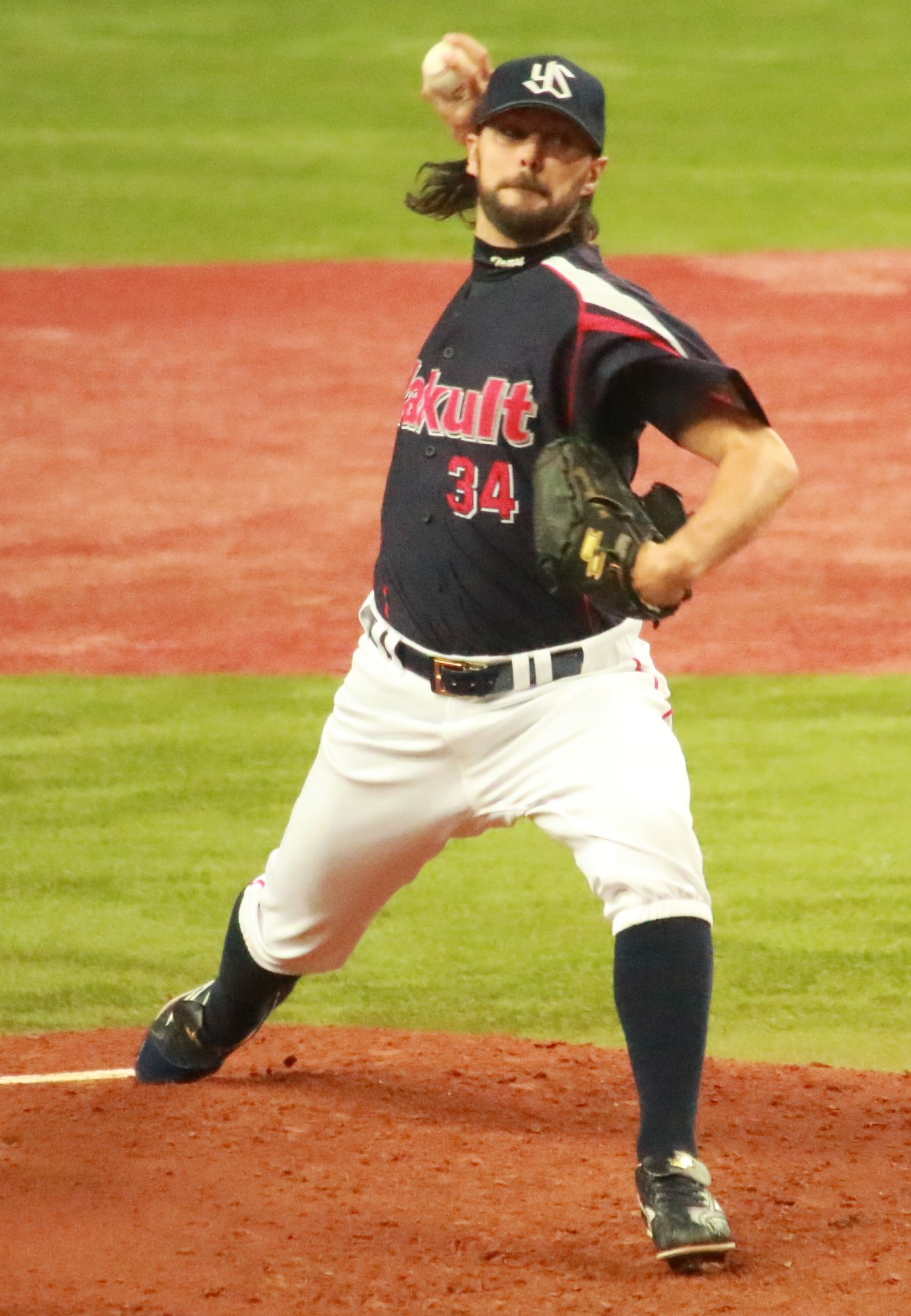
Tony Bardette en 2015 avec les Yakult Swallows de Tokyo.

De 2010 à 2015, Barnette évolue au Japon. En 6 saisons jouées chez les Yakult Swallows de Tokyo de la Ligue centrale, le lanceur droitier affiche une moyenne de points mérités de 3,58 en 260 matchs et 316 manches et un tiers lancées, avec 336 retraits sur des prises, 11 victoires, 19 défaites et 97 sauvetages.
Lanceur partant pour les Swallows la première année, il est inefficace avec une moyenne de points mérités de 6,21 en 79 manches et deux tiers lancées lors de 15 départs, auxquels s'ajoute une présence en relève. En 2011 cependant, il effectue en beauté la transition vers le rôle de releveur avec une moyenne de points mérités de 2,68 en 47 manches lancées en 48 matchs. Même si sa moyenne de retraits sur des prises par 9 manches lancées passe de 10,3 en 2011 à 8,6 en 2012, il abaisse cette troisième saison sa moyenne à 1,82 points mérités accordés par partie, le tout en 54 manches et un tiers lancées. Il s'agit de sa première campagne dans le rôle de stoppeur des Swallows et il réalise 33 sauvetages. 
Sa saison 2013 est sa plus difficile avec une moyenne de points mérités qui passe de 1,82 à 6,02 en 40 manches et un tiers. Il ne réalise que 7 sauvetages mais, malgré ses insuccès, il enregistre 13,8 retraits sur des prises par 9 manches, son ratio le plus élevé au cours de ses années au Japon. Après avoir abaissé sa moyenne à 3,34 et réalisé 14 sauvetages en 2014, Barnette établit un nouveau record personnel de 41 victoires protégées pour les Swallows en 2015, en plus d'afficher sa meilleure moyenne de points mérités : 1,29 en 62 manches et deux tiers lancées.

### Rangers du Texas
Le 15 décembre 2015, Tony Barnette signe un contrat des ligues mineures avec les Rangers du Texas de la Ligue majeure de baseball.
Il fait ses débuts dans le baseball majeur le 5 avril 2016. À 32 ans, il connaît une excellente saison recrue chez les Rangers. En 53 matchs joués et 60 manches et un tiers lancées, il maintient une moyenne de points mérités de 2,09.